# ЛДС (Шяуляй)
Шяуляйська філія Союзу велосипедистів Литви (лит. Lietuvos dviratininkų sąjungos Šiaulių skyrius) — колишній литовський футбольний клуб з Шяуляя, що існував у 1928—1931 роках.

## Досягнення
- А-ліга
  - Бронзовий призер (1): 1928.